# Pavoraja arenaria
Pavoraja arenaria is een vissoort uit de familie van de Arhynchobatidae. De wetenschappelijke naam van de soort is voor het eerst geldig gepubliceerd in 2008 door Last, Mallick & Yearsley.